# Pachylaelapidae
Pachylaelapidae es una familia de ácaros perteneciente al orden Mesostigmata.

## Géneros
- Actinoselus
- Beaurieuia Oudemans, 1929
- Brachylaelaps Berlese, 1910
- Elaphrolaelaps Berlese, 1910
- Meliponapachys Türk, 1948
- Mirabulbus Liu & Ma, 2001
- Neoparasitus Oudemans, 1901
- Olopachys Berlese, 1910
- Pachylaelaps Berlese, 1888
- Pachylaella Berlese, 1916
- Pachyseiulus M. L. Moraza & D. E. Johnston, 1990
- Pachyseius Berlese, 1910
- Paralaelaps Trägårdh, 1908
- Platylaelaps Berlese, 1905
- Pseudopachys Berlese, 1916
- Pseudopachyseiulus M. L. Moraza & D. E. Johnston, 1993
- Sphaerolaelaps Berlese, 1903
- Zygoseius Berlese, 1916